# Mistrovství Evropy v házené mužů 2010

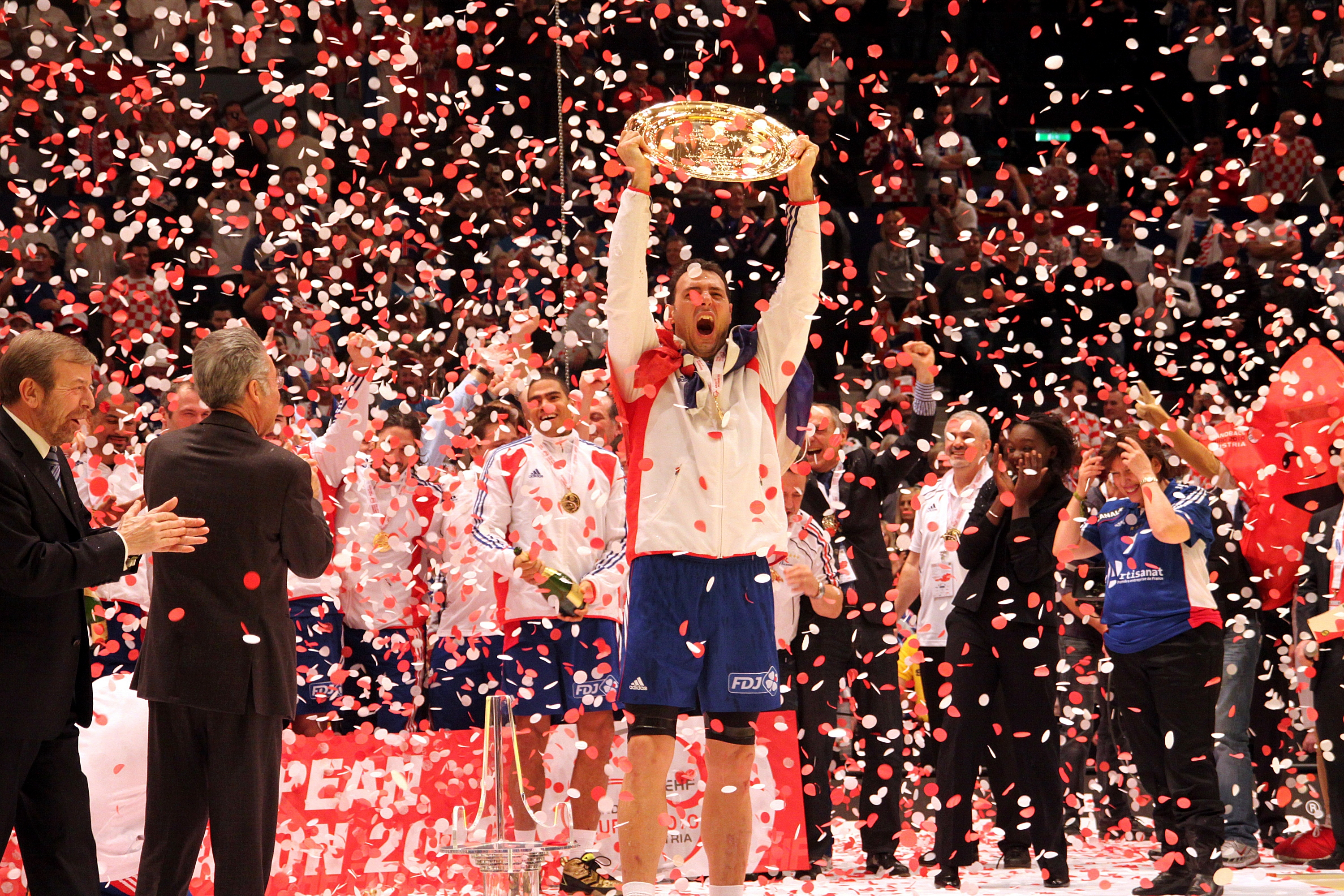
Mistří Evropy 2010: Francie

Mistrovství Evropy v házené mužů 2010 se konalo Švýcarsku, zvítězilo mužstvo francouzské reprezentace.

## Místo konání
| Vídeň             | Innsbruck        | Linec           | Štýrský Hradec  | Vídeňské Nové Město |
| ----------------- | ---------------- | --------------- | --------------- | ------------------- |
| Wiener Stadthalle | Innsbruck        | TipsArena Linz  | Stadthalle Graz | Arena Nova          |
| Kapacita: 11 000  | Kapacita: 10 000 | Kapacita: 6 000 | Kapacita: 5 000 | Kapacita: 5 000     |
|                   |                  |                 |                 |                     |

9. mistrovství Evropy v házené proběhlo ve dnech 19.–31. ledna 2010 v Rakousku.
Mistrovství se zúčastnilo 16 mužstev, rozdělených do čtyř čtyřčlenných skupin, z nichž první tři týmy postoupily do dvou čtvrtfinálových skupin. První dva týmy v čtvrtfinálových skupinách postopily do semifinále, týmy na třetím místě hrály o páté místo. Mistrem Evropy se stal tým Francie.

## Výsledky a tabulky

### Základní skupiny

#### Skupina A
|    |            | CRO   | NOR   | RUS   | UKR   | V | R | P | Skóre | B |
| 1. | Chorvatsko | ***   | 25:23 | 30:28 | 28:25 | 3 | 0 | 0 | 83:76 | 6 |
| 2. | Norsko     | 23:25 | ***   | 28:24 | 31:29 | 2 | 0 | 1 | 82:78 | 4 |
| 3. | Rusko      | 28:30 | 24:28 | ***   | 37:33 | 1 | 0 | 2 | 89:91 | 2 |
| 4. | Ukrajina   | 18:25 | 29:31 | 33:37 | ***   | 0 | 0 | 3 | 87:96 | 0 |

 Rusko –  Ukrajina 37:33 (21:16)
19. ledna 2010 (18:10) – Štýrský Hradec

Branky: Igropulo (11), Rastvorcev (9), Kovaljov (7), Čipurin (6), Dibirov (2), Filippov (1), Ivanov (1) – Burka (9), Onufrijenko (9), Ševeljov (5), Nat (3), Gančev (2), Ljubčenko (2), Petrenko (2), Doroščuk (1).

Rozhodčí: Ivan Cacador a Eurico Nicolau (POR)

Diváků: 3 000
 Chorvatsko –  Norsko 25:23 (11:10)
19. ledna 2010 (21:10) – Štýrský Hradec

Branky: Vukovič (7), Štrlek (5), Balič (4), Buntič (2), Čupič (2), Vori (2), Zrnič (2), Duvnjak (1) – Tvedten (9), Mamelund (4), Løke (3), Strand (3), Kjelling (2), Bjørnsen (1), Lund (1).

Rozhodčí: Gregorio Muro San Jose a Alfonzo Rodriguez Murcia (ESP)

Diváků: 4 000
 Ukrajina –  Chorvatsko 25:28 (14:12)
21. ledna 2010 (18:10) – Štýrský Hradec

Branky: Onufrijenko (11), Burka (5), Gančev (5), Doroščuk (3), Petrenko (1) – Vori (6), Buntič (5), Čupič (5), Balič (4), Zrnič (3), Duvnjak (2), Vukovič (2), Štrlek (1).

Rozhodčí: Rickard Canbro a Mikael Clasesson (SWE)

Diváků: 4 200
 Norsko –  Rusko 28:24 (16:13)
21. ledna 2010 (21:10) – Štýský Hradec

Branky: Kjelling (8), Løke (5), Strand (4), Tvedten (4), Bjørnsen (3), Mamelund (3), Lund (1) – Kovaljov (4), Rastvorcev (4), Starych (3), Čipurin (2), Dibirov (2), Filippov (2), Igropulo (2), Ivanov (2), Černoivanov (1), Kamanin (1), Kainarov (1).

Rozhodčí: Nordine Lazaar a Laurent Reveret (FRA)

Diváků: 4 200
 Chorvatsko –  Rusko 30:28 (17:16)
23. ledna 2010 (18:10) – Štýrský Hradec

Branky: Čupič (8), Štrlek (7), Buntič (5), Balič (4), Duvnjak (2), Vukovič (2), Bičanič (1), Vori (1) – Igropulo (12), Starych (7), Čipurin (3), Filippov (2), Kovaljov (1), Kainarov (1), Rastvorcev (1).

Rozhodčí: Bernd a Reiner Methe (GER)

Diváků: 4 500
 Norsko –  Ukrajina 31:29 (14:16)
23. ledna 2010 (21:10) – Štýrský Hradec

Branky: Tvedten (8), Bjørnsen (7), Myrhol (4), Kjelling (3), Løke (3), Mamelund (3), Strand (3) – Burka (7), Onufrijenko (7), Gančev (5), Ševeljov (4), Ostrouško (2), Petrenko (2), Nat (1), Pedan (1).

Rozhodčí: Ivan Cacador a Eurico Nicolau (POR)

Diváků: 3 500

#### Skupina B
|    |          | ISL   | DEN   | AUT   | SRB   | V | R | P | Skóre   | B |
| 1. | Island   | ***   | 27:22 | 37:37 | 29:29 | 1 | 2 | 0 | 93:88   | 4 |
| 2. | Dánsko   | 22:27 | ***   | 33:29 | 28:23 | 2 | 0 | 1 | 83:79   | 4 |
| 3. | Rakousko | 37:37 | 29:33 | ***   | 37:31 | 1 | 1 | 1 | 103:101 | 3 |
| 4. | Srbsko   | 29:29 | 23:28 | 31:37 | ***   | 0 | 1 | 2 | 83:94   | 1 |

 Dánsko –  Rakousko 33:29 (17:15)
19. ledna 2010 (18:00) – Linec

Branky: Mogensen (7), Hansen (5), Christiansen (4), M. Knudsen (4), Søndergaard Sarup (4), Eggert Jensen (3), Svan Hansen (2), H. Knudsen (1), Laen (1), Lindberg (1), M. Nielsen (1) – Žiūra (7), Weber (6), Fölser (5), Schlinger (4), Szilágyi (4), Hojc (2), Abadir (1).

Rozhodčí: Nordine Lazaar a Laurent Reveret (FRA)

Diváků: 5 500
 Island –  Srbsko 29:29 (15:11)
19. ledna 2010 (20:15) – Linec

Branky: Sigurðsson (9), Atlason (7), Gunnarsson (4), Stefánsson (4), Ingimundarson (2), Petersson (2), Guðjónsson (1) – Ilič (7), Stankovič (6), Toskič (4), Vučkovič (4), Šešum (3), Stojanovič (2), Kojič (1), Markovič (1), Nenadič (1).

Rozhodčí: Bernd a Reiner Methe (GER)

Diváků: 5 000
 Rakousko –  Island 37:37 (17:20)
21. ledna 2010 (18:00) – Linec

Branky: Szilágyi (10), Wilczynski (9), Schlinger (7), Fölser (5), Friede (3), Weber (2), Wagesreiter (1) – Atlason (8), Stefánsson (7), Guðjónsson (6), Gunnarsson (6), Petersson (6), Sigurðsson (4).

Rozhodčí: Sorin-Laurentiu Din a Constantin Din (ROM)

Diváků: 6 000
 Srbsko –  Dánsko 23:28 (9:15)
21. ledna 2010 (20:15) – Linec

Branky: Ilič (4), Šešum (4), Stankovič (4), Stojanovič (3), Vučkovič (3), Nikčevič (2), Vilovski (2), Nenadič (1) – Eggert Jensen (10), Lindberg (5), Hansen (5), M. Knudsen (4), M. Nielsen (2), Søndergaard Sarup (1), Spellerberg (1).

Rozhodčí: Václav Horáček a Jiří Novotný (CZE)

Diváků: 6 000
 Rakousko –  Srbsko 37:31 (15:18)
23. ledna 2010 (18:00) – Linec

Branky: Szilágyi (10), Weber (8), Wilczynski (6), Friede (4), Fölser (3), Wagesreiter (2), Žiūra (2), Abadir (1), Mayer (1) – Šešum (8), Vučkovič (7), Ilič (4), Stojanovič (4), Toskič (3), Kojič (2), Markovič (2), Stankovič (1).

Rozhodčí: Gregorio Muro San Jose a Alfonzo Rodriguez Murcia (ESP)

Diváků: 6 000
 Dánsko –  Island 22:27 (13:15)
23. ledna 2010 (20:15) – Linec

Branky: Christiansen (5), Eggert Jensen (4), Hansen (3), Laen (2), Lindberg (2), Mogensen (2), K. Nielsen (2), Søndergaard Sarup (1), Svan Hansen (1) – Sigurðsson (6), Gunnarsson (5), Pálmarsson (5), Petersson (4), Guðjónsson (3), Atlason (2), Jakobsson (1), Stefánsson (1).

Rozhodčí: Rickard Canbro a Mikael Clasesson (SWE)

Diváků: 5 500

#### Skupina C
|    |           | POL   | SLO   | GER   | SWE   | V | R | P | Skóre | B |
| 1. | Polsko    | ***   | 30:30 | 27:25 | 27:24 | 2 | 1 | 0 | 84:79 | 5 |
| 2. | Slovinsko | 30:30 | ***   | 34:34 | 27:25 | 1 | 2 | 0 | 91:89 | 4 |
| 3. | Německo   | 25:27 | 34:34 | ***   | 30:29 | 1 | 1 | 1 | 89:90 | 3 |
| 4. | Švédsko   | 24:27 | 25:27 | 29:30 | ***   | 0 | 0 | 3 | 78:84 | 0 |

 Německo –  Polsko 25:27 (8:12)
19. ledna 2010 (18:30) – Innsbruck

Branky: Kaufmann (7), Jansen (6), Haas (3), Kraus (3), Glandorf (2), Sprenger (2), Müller (1), Theuerkauf (1) – Bielecki (6), Jaszka (4), B. Jurecki (4), K. Lijewski (3), Tłuczyński (3), Rosiński (3), Jachlewski (1), Jurasik (1), M. Jurecki (1), Kuchczyński (1).

Rozhodčí: Per Olesen a Lars Ejby Pedersen (DEN)

Diváků: 6 800
 Švédsko –  Slovinsko 25:27 (13:7)
19. ledna 2010 (20:30) – Innsbruck

Branky: Eckberg (5), Doder (5), Kallman (5), L. Karlsson (5), Gustafsson (2), K. Andersson (1), Carlén (1), Larsson (1) – L. Žvižej (8), Kavtičnik (7), M. Žvižej (4), Špiler (3), Pajovič (2), Vugrinec (2), Skube (1).

Rozhodčí: Gerhard Reisinger a Christian Kaschütz (AUT)

Diváků: 4 800
 Slovinsko –  Německo 34:34 (16:11)
20. ledna 2010 (18:30) – Innsbruck

Branky: Kavtičnik (7), Špiler (7), L. Žvižej (6), Pajovič (4), Vugrinec (4), Zorman (3), M. Žvižej (2), Natek (1) – Theuerkauf (7), Kaufmann (6), Müller (5), Glandorf (4), Jansen (4), Haas (3), Sprenger (3), Kraus (1), Späth (1).

Rozhodčí: Andrei Gousko a Siarhei Repkin (BLR)

Diváků: 7 200
 Polsko –  Švédsko 27:24 (15:14)
20. ledna 2010 (20:30) – Innsbruck

Branky: M. Jurecki (6), Rosiński (6), Bielecki (3), B. Jurecki (3), Jachlewski (2), Kuchczyński (2), Tłuczyński (2), Jaszka (1), K. Lijewski (1), M. Liejewski (1) — K. Andersson (4), Eckberg (3), Gustafsson (3), Kallman (3), Petersen (3), L. Karlsson (2), Larsson (2), Arrhenius (1), Carlen (1), Ekdahl Du Rietz (1), T. Karlsson (1).

Rozhodčí: Nenad Nikolič a Dušan Stojkovič (SRB)

Diváků: 7 500
 Německo –  Švédsko 30:29 (21:18)
22. ledna 2010 (18:15) – Innsbruck

Branky: Glandorf (8), Jansen (7), Kraus (6), Kaufmann (3), Haas (2), Theuerkauf (2), Roggisch (1), Müller (1) – Andersson (7), Ekberg (6), Arrhenius (6), Doder (5), Karlsson (2), Källman (1), Carlén (1), Ekdahl Du Rietz (1).

Rozhodčí: Nenad Nikolič a Dušan Stojkovič (Srbsko)

Diváků: 8 200
 Polsko –  Slovinsko 30:30 (12:13)
22. ledna 2010 (20:15) – Innsbruck

Branky: K. Lijewski (6), B. Jurecki (4), Jurasik (4), Tłuczyński (4), Jaszka (3), Bielecki (3), Żółtak (2), Jurkiewicz (2), Jachlewski (1), Siódmiak (1) – L. Žvižej (9), M. Žvižej (6), Vugrinec (6), Kavtičnik (3), Skube (2), Natek (1), Špiler (1), Pajovič (1), Zorman (1).

Rozhodčí: Kenneth Abrahamsen a Arne M. Kristiansen (NOR)

Diváků: 7 500

#### Skupina D
|    |           | ESP   | FRA   | CZE   | HUN   | V | R | P | Skóre | B |
| 1. | Španělsko | ***   | 24:24 | 37:25 | 34:25 | 2 | 1 | 0 | 95:74 | 5 |
| 2. | Francie   | 24:24 | ***   | 21:20 | 29:29 | 1 | 2 | 0 | 74:73 | 4 |
| 3. | Česko     | 25:37 | 20:21 | ***   | 33:26 | 1 | 0 | 2 | 78:84 | 2 |
| 4. | Maďarsko  | 25:34 | 29:29 | 26:33 | ***   | 0 | 1 | 2 | 55:86 | 1 |

 Španělsko –  Česko 37:25 (17:10)
19. ledna 2010 (18:15) – Vídeňské Nové Město

Branky: Romero (14), García (5), Tomás (5), Aguinagalde (3), A. Entrerríos (2), R. Entrerríos (2), Rodríguez (2), Aguirrezabalaga (1), Gurbindo (1), Malmagro (1), Ugalde (1) – Jícha (8), Vraný (5), Filip (2), Mičkal (2), Sklenák (2), Vítek (2), Kubeš (1), Mráz (1), Nocar (1), Stehlík (1).

Rozhodčí: Sorin-Laurentiu Din a Constantin Din (ROM)

Diváků: 2 800
 Francie –  Maďarsko 29:29 (16:16)
19. ledna 2010 (20:15) – Vídeňské Nové Město

Branky: Karabatič (7), Abalo (6), Fernandez (6), Narcisse (4), Gille (3), Sorhaindo (2), Joli (1) – Ilyés (7), Krivokapič (6), Gál (5), G. Iváncsik (3), Törő (3), Katzirz (2), Gulyás (1), Laluska (1), Nagy (1).

Rozhodčí: Nenad Nikolič a Dušan Stojkovič (SRB)

Diváků: 3 500
 Česko –  Francie 20:21 (10:16)
20. ledna 2010 (18:15) – Vídeňské Nové Město

Branky: Jícha (6), Filip (5), Sklenák (3), Zdráhala (3), Mičkal (2), Nocar (1) — Abalo (4), Narcisse (4), Bosquet (3), Fernandez (2), Guigou (2), Karabatič (2), B. Gille (1), Joli (1), Ostertag (1), Sorhaindo (1).

Rozhodčí: Kenneth Abrahamsen a Arne M. Kristiansen (NOR)

Diváků: 3 800
 Maďarsko –  Španělsko 25:34 (09:17)
20. ledna 2010 (20:15) – Vídeňské Nové Město

Branky: Gulyás (5), Krivokapič (5), Eklemovič (4), G. Iváncsik (3), Gál (2), Ilyés (2), Katzirz (2), Törő (2) — A. Entrerríos (7), Tomás (7), Romero (5), Malmagro (4), Ugalde (3), Aguinagalde (2), R. Entrerríos (2), Rodríguez (2), Morros de Argila (1), Prieto (1).

Rozhodčí: Gerhard Reisinger a Christian Kaschütz (AUT)

Diváků: 3 800
 Francie –  Španělsko 24:24 (10:10)
22. ledna 2010 (18:15) – Vídeňské Nové Město

Branky: Karabatič (5), Abalo (4), Gille (4), Joli (4), Guigou (2), Narcisse (2), Bosquet (1), Junillon (1), Sorhaindo (1) – Aguinagalde (6), García (6), A. Entrerríos (4), R. Entrerríos (2), Malmagro (2), Tomás (2), Rodríguez (1), Romero (1).

Rozhodčí: Andrei Gousko a Siarhei Repkin (BLR)

Diváků: 3 800
 Maďarsko –  Česko 26:33 (13:14)
22. ledna 2010 (20:15) – Vídeňské Nové Město

Branky: Császár (6), Katzirz (5), Krivokapič (3), Törő (3), Gál (2), G. Iváncsik (2), Laluska (2), Zubai (2), T. Iváncsik (1) – Jícha (14), Filip (11), Nocar (5), Vítek (2), Vraný (1).

Rozhodčí: Per Olesen a Lars Ejby Pedersen (DEN)

Diváků: 4 000

### Čtvrtfinále

#### Skupina A
|    |            | CRO    | ISL    | DEN    | NOR    | AUT    | RUS    | V | R | P | Skóre   | B |
| 1. | Chorvatsko | ***    | 26:26  | 27:23  | 25:23* | 26:23  | 30:28* | 4 | 1 | 0 | 134:123 | 9 |
| 2. | Island     | 26:26  | ***    | 27:22* | 35:34  | 37:37* | 38:30  | 3 | 2 | 0 | 163:149 | 8 |
| 3. | Dánsko     | 23:27  | 22:27* | ***    | 24:23  | 33:29* | 34:28  | 3 | 0 | 2 | 136:134 | 6 |
| 4. | Norsko     | 23:25* | 34:35  | 23:24  | ***    | 30:27  | 28:24* | 2 | 0 | 3 | 138:135 | 4 |
| 5. | Rakousko   | 23:26  | 37:37* | 29:33* | 27:30  | ***    | 31:30  | 1 | 1 | 3 | 147:156 | 3 |
| 6. | Rusko      | 28:30* | 30:38  | 28:34  | 24:28* | 30:31  | ***    | 0 | 0 | 5 | 140:161 | 0 |

- s hvězdičkou = zápasy ze základní skupiny.

 Chorvatsko –  Island 26:26 (12:15)
25. ledna 2010 (16:00) – Vídeň

Branky: Čupič (5), Balič (3), Buntič (3), Valčič (3), Vori (3), Zrnič (3), Duvnjak (2), Kopljar (2), Musa (1), Štrlek (1) – Stefánsson (7), Guðjónsson (6), Gunnarsson (5), Petersson (3), Atlason (2), Pálmarsson (2), Inginmundarson (1).

Rozhodčí: Václav Horáček a Jiří Novotný (CZE)

Diváků: 6 800
 Norsko –  Rakousko 30:27 (15:12)
25. ledna 2010 (18:00) – Vídeň

Branky: Myrhol (6), Tvedten (6), Mamelund (5), Strand (5), Kjelling (4), Bjørnsen (2), Løke (1), Lund (1) – Schlinger (6), Friede (4), Wilczynski (4), Žiūra (4), Weber (3), Szilágyi (2), Fölser (1), Günther (1), Knauth (1), Mayer (1).

Rozhodčí: Nordine Lazaar a Laurent Reveret (FRA)

Diváků: 6 800
 Rusko –  Dánsko 28:34 (13:18)
25. ledna 2010 (20:15) – Vídeň

Branky: Igropulo (6), Filippov (4), Kainarov (4), Rastvorcev (4), Kovaljov (3), Dibirov (2), Ivanov (2), Starych (2), Čipurin (1) – Christiansen (6), Knudsen (6), Hansen (5), Mogensen (4), Svan Hansen (4), Søndergaard Sarup (4), Spellerberg (3), Eggert Jensen (1), K. Nielsen (1).

Rozhodčí: Gregorio Muro San Jose a Alfonzo Rodriguez Murcia (ESP)

Diváků: 6 800
 Rusko –  Island 30:38 (10:19)
26. ledna 2010 (16:00) – Vídeň

Branky: Čipurin (7), Aslanjan (5), Filippov (5), Predybajlov (3), Starych (3), Kainarov (2), Rastvorcev (2), Černoivanov (1), Kamanin (1), Kovaljov (1) – Guðjónsson (7), Petersson (7), Ásgeirsson (5), Gunnarsson (3), Hallgrímsson (3), Stefánsson (3), Svavarsson (3), Atlason (2), Pálmarsson (2), Sigurðsson (2), Ó. Guðmundsson (1).

Rozhodčí: Nordine Lazaar a Laurent Reveret (FRA)

Diváků: 4 000
 Chorvatsko –  Rakousko 26:23 (11:10)
26. ledna 2010 (18:00) – Vídeň

Branky: Čupič (6), Duvnjak (5), Zrnič (3), Buntič (2), Kopljar (2), Štrlek (2), Vukovič (2), Balič (1), Gojun (1), Valčič (1), Vori (1) – Schlinger (5), Szilágyi (5), Weber (3), Abadir (2), Friede (2), Žiūra (2), Fölser (1), M. Günther (1), Wagesreiter (1), Wilczynski (1).

Rozhodčí: Rickard Canbro a Mikael Clasesson (SWE)

Diváků: 8 000
 Norsko –  Dánsko 23:24 (15:11)
26. ledna 2010 (20:15) – Vídeň

Branky: Kjelling (7), Tvedten (5), Løke (3), Myrhol (3), Bjørnsen (2), Lund (2), Mamelund (1) – Eggert Jensen (5), Hansen (5), Lindberg (5), Mogensen (4), Jörgensen (1), Knudsen (1), Laen (1), Søndergaard Sarup (1), Spellerberg (1).

Rozhodčí: Bernd a Reiner Methe (Německo)

Diváků: 7 000
 Norsko –  Island 34:35 (16:18)
28. ledna 2010 (16:00) – Vídeň

Branky: Tvedten (7), Kjelling (6), Myrhol (5), Bjornsen (4), Lund (4), Strand (4), Løke (2), Mamelund (2) — Atlason (10), Sigurðsson (5), Guðjónsson (4), Gunnarsson (4), Stefánsson (4), Petersson (3), Pálmarsson (2), Svavarsson (2), Hallgrimsson (1).

Rozhodčí: Gregorio Muro San Jose a Alfonzo Rodriguez Murcia (ESP)

Diváků: 7 000
 Rusko –  Rakousko 30:31 (15:17)
28. ledna 2010 (18:00) – Vídeň

Branky: Chipurin (7), Rastvortsev (5), Igropulo (4), Kovalev (4), Kaynarov (3), Filippov (2), Starykh (2), Černoivanov (1), Ivanov (1) und Kamanin (1) – Schlinger (6), Weber (6), Wilczynski (6), M. Günther (4), Szilagyi (4), Friede (3), Fölser (1), Hojc (1).

Rozhodčí: Bernd a Reiner Methe (GER)

Diváků: 8 200
 Chorvatsko –  Dánsko 27:23 (14:11)
28. ledna 2010 (20:15) – Vídeň

Branky: Buntic (8), Cuoic (4), Duvnjak (4), Balic (3), Vori (3), Strlek (2), Valcic (2), Lackovic (1) – Hansen (5), Knudsen (5), Søndergaard Sarup (4), Lindberg (3), Mogensen (2), Eggert Jensen (1), Jørgensen (1), K. Nielsen (1), Spellerberg (1).

Rozhodčí: Václav Horáček a Jiří Novotný (CZE)

Diváků. 9 000

#### Skupina B
|    |           | FRA    | POL    | ESP    | CZE    | GER    | SLO    | V | R | P | Skóre   | B  |
| 1. | Francie   | ***    | 29:24  | 24:24* | 21:20* | 24:22  | 37:28  | 4 | 1 | 0 | 135:118 | 9: |
| 2. | Polsko    | 24:29  | ***    | 32:26  | 35:34  | 27:25* | 30:30* | 3 | 1 | 1 | 148:144 | 7  |
| 3. | Španělsko | 24:24* | 26:32  | ***    | 37:25* | 25:20  | 40:32  | 3 | 1 | 1 | 152:133 | 7  |
| 4. | Česko     | 20:21* | 34:35  | 25:37* | ***    | 26:26  | 37:35  | 1 | 1 | 3 | 142:154 | 3  |
| 5. | Německo   | 22:24  | 25:27* | 20:25  | 26:26  | ***    | 34:34* | 0 | 2 | 3 | 127:136 | 2  |
| 6. | Slovinsko | 28:37  | 30:30* | 32:40  | 35:37  | 34:34* | ***    | 0 | 2 | 3 | 159:178 | 2  |

- s hvězdičkou = zápasy ze základní skupiny.

 Německo –  Francie 22:24 (10:12)
24. ledna 2010 (16:30) – Innsbruck

Branky: Jansen (5), Glandorf (4), Kaufmann (4), Kraus (2), Schöne (2), Gensheimer (1), Haas (1), Müller (1), Sprenger (1), Theuerkauf (1) – Joli (7), Karabatič (5), Narcisse (3), Abalo (2), Fernandez (2), Guigou (2), Bosquet (1), B. Gille (1), Sorhaindo (1).

Rozhodčí: Sorin-Laurentiu Din a Constantin Din (ROM)

Diváků: 8 200
 Polsko –  Španělsko 32:26 (13:09)
24. ledna 2010 (18:30) – Innsbruck

Branky: B. Jurecki (6), Jurasik (5), Jaszka (3), M. Jurecki (3), K. Lijewski (3), Rosiński (3), Tłuczyński (3), Jachlewski (2), Kuchczyński (2), Siódmiak (1), Żółtak (1) – Romero (8), Malmagro (4), García (3), Tomás (3), Aguinagalde (2), A. Entrerríos (2), R. Entrerríos (2), Garabaya (1), Prieto (1).

Rozhodčí: Per Olesen a Lars Ejby Pedersen (DEN)

Diváků: 7 700
 Slovinsko –  Česko 35:37 (12:21)
24. ledna 2010 (20:30) – Innsbruck

Branky: Kavtičnik (8), Pajovič (5), Gajič (4), Vugrinec (4), Zorman (4), M. Žvižej (4), L. Žvižej (3), Natek (1), Skube (1), Špiler (1) – Jícha (12), Filip (7), Sklenák (4), Nocar (3), Vítek (3), Vraný (3), Mičkal (2), Hynek (1), Kubeš (1), Mráz (1).

Rozhodčí: Gerhard Reisinger a Christian Kaschütz (AUT)

Diváků. 5 600
 Slovinsko –  Francie 28:37 (18:17)
26. ledna 2010 (16:15) – Innsbruck

Branky: Kavtičnik (6), L. Žvižej (6), Špiler (5), Vugrinec (4), Pajovič (3), M. Žvižej (3), Zorman (1) – Guigou (10), Narcisse (5), Fernandez (4), Sorhaindo (4), Abalo (3), Bosquet (3), G. Gille (2), Joli (2), Karabatič (2), Ostertag (2).

Rozhodčí: Per Olesen a Lars Ejby Pedersen (DEN)

Diváků: 4 500
 Německo –  Španělsko 20:25 (9:14)
26. ledna 2010 (18:15) – Innsbruck

Branky: Gensheimer (5), Jansen (4), Kraus (3), Glandorf (2), Kaufmann (2), Christophersen (1), Haas (1), Müller (1), Sprenger (1) – Tomás (6), García (5), Aguinagalde (4), A. Entrerríos (4), Malmagro (3), R. Entrerríos (2), Romero (1).

Rozhodčí: Nenad Nikolič a Dušan Stojkovič (SRB)

Diváků: 7 000
 Polsko –  Česko 35:34 (18:19)
26. ledna 2010 (20:15) – Innsbruck

Branky: Bielecki (7), Jurasik (5), M. Jurecki (5), Tłuczyński (5), Jachlewski (3), M. Lijewski (3), Jaszka (2), K. Lijewski (2), B. Jurecki (2), Jurkiewicz (1) – Jícha (7), Vítek (5), Sklenák (5), Filip (4), Piskač (4), Vraný (3), Kubeš (2), Nocar (2), Sobol (1), Zdráhala (1).

Rozhodčí: Kenneth Abrahamsen a Arne M. Kristiansen (NOR)

Diváků: 5 100
 Německo –  Česko 26:26 (16:14)
28. ledna 2010 (16:30) – Innsbruck

Branky: Kaufmann (7), Gensheimer (6), Müller (3), Theuerkauf (3), Christophersen (2), Haas (2), Sprenger (2), Jansen (1) – Jícha (6), Filip (4), Sklenák (4), Stehlik (3), Vraný (3), Mráz (2), Kubeš (1), Mičkal (1), Piskač (1), Sobol (1).

Rozhodčí: Kenneth Abrahamsen a Arne M. Kristiansen (NOR)

Diváků: 5 200
 Slovinsko –  Španělsko 32:40 (14:20)
28. ledna 2010 (18:30) – Innsbruck

Branky: L. Žvižej (9), M. Žvižej (6), Skube (3), Špiler (3), Vugrinec (3), Brumen (2), Kavtičnik (2), Zorman (2), Kozlina (1), Pajovič (1) – A. Entrerrios (11), Aguinagalde (7), Malmagro (7), R. Entrerrios (4), Tomás (4), Garcia (3), Gurbindo (2), Aguirrezabalaga (1), Ugalde (1).

Rozhodčí: Sorin-Laurentiu Din a Constantin Din (ROM)

Diváků: 6 400
 Polsko –  Francie 24:29 (10:15)
28. ledna 2010 (20:30) – Innsbruck

Branky: Bielecki (5), B. Jurecki (3), Rosiński (3), Jachlewski (2), Jaszka (2), M. Jurecki (2), K. Lijewski (2), M. Lijewski (2), Jurasik (1), Tłuczyński (1), Żółtak (1) – Narcisse (6), Sorhaindo (6), Guigou (5), Abalo (4), Karabatič (4), Bosquet (2), Fernandez (2).

Rozhodčí: Nenad Nikolič a Dušan Stojkovič (SRB)

Diváků: 7 000

### Play off

#### Semifinále
Island –  Francie 28:36 (14:16)
30. ledna 2010 (14:00) – Vídeň

Branky: Pálmarsson (6), Atlason (5), Guðjónsson (5), Sigurðsson (5), Petersson (3), Stefansson (2), Gunnarsson (1), Svavarsson (1) – Karabatič (9), Guigou (6), Joli (6), Abalo (3), Gille (3), Narcisse (3), Sorhaindo (3), Junillon (2), Fernandez (1).

Rozhodčí: Per Olesen a Lars Ejby Pedersen (DEN)

Diváků: 9 000
 Chorvatsko –  Polsko 24:21 (9:10)
30. ledna 2010 (16:30) – Vídeň

Branky: Čupič (6), Balič (5), Duvnjak (5), Vukovič (2), Zrnič (2), Buntič (1), Mataija (1), Štrlek (1), Valčič (1) – M. Jurecki (7), Jachlewski (3), Jaszka (3), Tłuczyński (3), K. Lijewski (2), Jurasik (1), B. Jurecki (1), M. Lijewski (1).

Rozhodčí: Kenneth Abrahamsen a Arne M. Kristiansen (NOR)

Diváků: 11 000

#### Finále
Chorvatsko –  Francie 21:25 (12:12)
31. ledna 2010 (17:30) – Vídeň

Branky: Zrnič (7), Balič (4), Duvnjak (3), Štrlek (2), Vori (2), Vukovič (2), Kopljar (1) – Karabatic (6), Abalo (4), Guigou (3), Narcisse (3), Sorhaindo (3), Bosquet (2), Fernandez (2), Gille (1), Joli (1).

Rozhodčí: Bernd a Reiner Methe (GER)

Diváků: 11 000

#### O 3. místo
Polsko –  Island 26:29 (10:18)
31. ledna 2010 (15:00) – Vídeň

Branky: B. Jurecki (4), M. Jurecki (4), Tłuczyński (4), Jachlewski (3), K. Lijewski (3), Jaszka (2), Kuchczyński (2), Rosiński (2), Jurasik (1), M. Lijewski (1) – Sigurðsson (8), Gunnarsson (6), Guðjónsson (4), Atlason (3), Stefánsson (3), Ingimundarson (2), Pálmarsson (2), Petersson (1).

Rozhodčí: Nordine Lazaar a Laurent Reveret (FRA)

Diváků: 11 000

#### O 5. místo
Dánsko –  Španělsko 34:27 (18:13)
30. ledna 2010 (11:30) – Vídeň

Branky: Laen (8), Hansen (6), Eggert Jensen (5), Mogensen (4), Svan Hansen (4), Christiansen (2), Jörgendsen (1), Knudsen (1), Lindberg (1), K. Nielsen (1), M. Nielsen (1) – Malmagro (7), Romero (5), Aguinagalde (4), R. Entrerrios (4), Tomas (3), A. Entrerrios (2), Garcia (2).

Rozhodčí: Gerhard Reisinger a Christian Kaschütz (AUT)

Diváků: 4 000

## Statistiky

### All-Stars
|                                      |  |                                       |  |                                         |  |                                         |  |                                |
| Levé křídlo Manuel Štrlek Chorvatsko |  |                                       |  | Pivot Igor Vori Chorvatsko              |  |                                         |  | Pravé křídlo Luc Abalo Francie |
|                                      |  | Levá spojka Filip Jícha Česko         |  |                                         |  | Pravá spojka Ólafur Stefánsson Island   |  |                                |
|                                      |  |                                       |  | Střední spojka Nikola Karabatić Francie |  |                                         |  |                                |
|                                      |  |                                       |  |                                         |  |                                         |  |                                |
|                                      |  |                                       |  | Brankář Sławomir Szmal Polsko           |  |                                         |  |                                |
|                                      |  |                                       |  |                                         |  |                                         |  |                                |
|                                      |  | Nejužitečnější hráč Filip Jícha Česko |  |                                         |  | Nejlepší obránce Jakov Gojun Chorvatsko |  |                                |

### Nejlepší střelci
| Poř. | Nejlepší střelci        | Branky | 7m |
| ---- | ----------------------- | ------ | -- |
| 1.   | Filip Jícha             | 53     | 7  |
| 2.   | Luka Žvižej             | 41     | 8  |
| 3.   | Nikola Karabatić        | 40     | 0  |
| 4.   | Gudjon Valur Sigurdsson | 39     | 0  |
| 4.   | Arnor Atlason           | 39     | 0  |
| 6.   | Havard Tvedten          | 39     | 20 |
| 7.   | Snorri Gudjonsson       | 36     | 18 |
| 8.   | Ivan Čupič              | 36     | 26 |
| 9.   | Konstantin Igropulo     | 35     | 19 |
| 10.  | Mikkel Hansen           | 34     | 0  |

### SoupiskaČesko[1]
| Brankáři - Martin Galia - Petr Štochl - Miloš Slabý | Spojky - Daniel Kubeš - Alois Mráz - Jiří Hynek - Filip Jícha | Spojky - Tomáš Sklenák - Ondřej Zdráhala - Jan Stehlík - Jiří Vítek | Křídla - Karel Nocar - Pavel Mičkal - Jan Filip - Jan Sobol | Pivoti - Václav Vraný - Kamil Piskač |

Trenér: Martin Lipták

Asistent: Jiří Míka

### Konečné pořadí
| 9.               | Mistrovství Evropy 2010 | Z | V | R | P | Skóre   | B  |
| ---------------- | ----------------------- | - | - | - | - | ------- | -- |
| Zlatá medaile    | Francie                 | 8 | 6 | 2 | 0 | 225:196 | 14 |
| Stříbrná medaile | Chorvatsko              | 8 | 6 | 1 | 1 | 207:194 | 13 |
| Bronzová medaile | Island                  | 8 | 4 | 3 | 1 | 249:240 | 11 |
| 4.               | Polsko                  | 8 | 4 | 1 | 3 | 222:221 | 9  |
| 5.               | Dánsko                  | 7 | 5 | 0 | 2 | 198:184 | 10 |
| 6.               | Španělsko               | 7 | 4 | 1 | 2 | 213:192 | 9  |
| 7.               | Norsko                  | 6 | 3 | 0 | 3 | 169:164 | 6  |
| 8.               | Česko                   | 6 | 2 | 1 | 3 | 175:180 | 5  |
| 9.               | Rakousko                | 6 | 2 | 1 | 3 | 184:187 | 5  |
| 10.              | Německo                 | 6 | 1 | 2 | 3 | 157:165 | 4  |
| 11.              | Slovinsko               | 6 | 1 | 2 | 3 | 186:203 | 4  |
| 12.              | Rusko                   | 6 | 1 | 0 | 5 | 177:194 | 2  |
| 13.              | Srbsko                  | 3 | 0 | 1 | 2 | 83:94   | 1  |
| 14.              | Maďarsko                | 3 | 0 | 1 | 2 | 80:96   | 1  |
| 15.              | Švédsko                 | 3 | 0 | 0 | 3 | 78:84   | 0  |
| 16.              | Ukrajina                | 3 | 0 | 0 | 3 | 87:96   | 0  |